# Ярі культури
Ярі культури, ярові́ культури — однорічні сільськогосподарські рослини, яких висівають навесні й одержують урожай у рік посіву.
Для нормального розвитку ярі культури, на відміну від озимих культур, потребують більш короткого (весняного) періоду впливу зниженими температурами (3-12 ° С).
Група ярих культур включає більшість оброблюваних рослин, наприклад:
- зернові хліба — ярі пшениця, жито (яриця), ячмінь;
- круп'яні — просо, гречка, рис;
- зернобобові — горох, квасоля, сочевиця;
- олійні — соняшник, соя, кунжут;
- прядильні — льон , бавовник;
- овочеві — огірок, кабачок, кріп, салат;
- кормові трави — серадела, яра вика, суданська трава.

У агрономії до ярих культур відносять дворічні рослини, що дають урожай в рік посіву (капуста, багато коренеплодів), а також багаторічні рослини, вирощувані в однорічній культурі (Помідор, тютюн, рицина).
Існують ще так звані дворучки (деякі сорти пшениці, вівса, ячменю тощо), що представляють проміжну форму між озимими і ярими рослинами. Вони нормально розвиваються і дають урожай зерна як при осінньому, так і при весняному посіві.
У світовому землеробстві найбільші площі займають рис, пшениця, кукурудза, квасоля, соя, бавовник та інші. Вирощування ярих культур можливе у всіх землеробських районах України. У колишньому СРСР ярі культури висівли на 165,3 млн га, що становило близько 80 % посівних площ (1977), з них найбільші посіви ярих зернових (103 млн. га), кукурудзи на силос (17,2 млн га) і технічних культур (14,7 млн га).